# Jean-Ignace de La Ville
Jean-Ignace de La Ville znany jako abbe (ksiądz) de la Ville (ur. 1702, zm. 15 kwietnia 1774) – francuski dyplomata i duchowny.
W latach 1745–1749 pełnił funkcję ambasadora Francji w Holandii. W rozdziale XVI swych Pamiętników wspomina go Giacomo Casanova. Był korespondentem Jean le Rond d’Alemberta.